# Tonbridge
Tonbridge – miasto w południowo-wschodniej Anglii (Wielka Brytania), w hrabstwie Kent, w dystrykcie Tonbridge and Malling, położone nad rzeką Medway, ok. 4 mile od Royal Tunbridge Wells, 12 mil na południowy zachód od Maidstone i 25 mil na południowy wschód od Londynu. W 2001 roku miasto liczyło 35 833 mieszkańców. Tonbridge zostało wspomniane w Domesday Book (1086) jako Tonebridge.

## Miasta partnerskie
- Le Puy-en-Velay
- Heusenstamm